# Iglesia de San Nicolás (Jopi)
La Iglesia de San Nicolás de Jopi (en georgiano: ხოფის წმინდა ნიკოლოზის ეკლესია; en abjasio: Николаи ацқьа ихьӡ зху Хәаԥтәи ауахәама) es un edificio religioso en ruinas de la iglesia ortodoxa georgiana situada en Jopi, en el distrito de Gudauta de la de facto independiente República de Abjasia, aunque su estatus de iure está dentro de la República Autónoma de Abjasia, parte de Georgia. 

## Historia
En 1967, los agricultores locales en Jopi descubrieron piedras inscritas durante las excavaciones que fueron llevadas al Instituto Abjasio de Lengua, Literatura e Historia. En 1967, mientras exploraba las ruinas, el historiador de arte Leo Shervashidze encontró una losa de piedra caliza con una inscripción georgiana parcialmente dañada en la escritura medieval asomtavruli dispuesta en 14 líneas alrededor de una cruz de Malta tallada en relieve. El texto existente relata que la iglesia fue construida en el reinado del rey Jorge en la época en que nació su hija Gurandujt, implorando la intercesión de San Nicolás ante Cristo. Según el contexto y las características epigráficas de la inscripción, Leo Shervashidze identifica a este rey Jorge como Jorge II de Abjasia; Teimuraz Barnaveli lo identifica como Jorge I de Georgia; y como Jorge III de Georgia por Vladimir Silogava, Andrey Vinogradov y Denis Beletsky. Todos estos monarcas tuvieron una hija llamada Gurandujt.
El 9 de febrero de 2011, el gobierno de Abjasia trasladó la iglesia al cuidado perpetuo de la Iglesia Ortodoxa de Abjasia.

## Arquitectura
La estructura existente es un remanente de una iglesia de salón, probablemente construida en el período entre los siglos X y XII. Ningún registro histórico contemporáneo lo menciona y hoy en día está cubierta por un denso follaje.
El área no está actualmente controlada por Georgia, por lo que es imposible estudiar la iglesia y realizar trabajos relacionados. Los muros de la iglesia se encuentran en un estado físico grave y necesita una conservación urgente.